# Бланско
Бланско (чеш. Blansko) град је у Чешкој Републици, у оквиру историјске покрајине Моравске. Бланско је шести по величини град управне јединице Јужноморавски крај, у оквиру којег је седиште засебног округа Бланско.

## Географија
Бланско се налази у средишњем делу Чешке републике. Град је удаљен од 230 км југоисточно од главног града Прага, а од првог већег града, Брна, 30 км северно.
Град Бланско се налази у области средишње Моравске. Надморска висина града је око 270 м. Подручје око града је планинско - област Моравског краса.

## Историја
Подручје Бланског било је насељено још у доба праисторије. Насеље под данашњим називом први пут се у писаним документима спомиње 1136. године, а насеље је 1277. године добило градска права.
1919. године Бланско је постао део новоосноване Чехословачке. У време комунизма град је нагло индустријализован. После осамостаљења Чешке дошло је до опадања активности тешке индустрије и до проблема са преструктурирањем привреде.

## Становништво
Бланско данас има око 21.000 становника и последњих година број становника у граду стагнира. Поред Чеха у граду живе и Словаци и Роми.

## Партнерски градови
- Легњица
- Мирцушлаг
- Скандијано

## Галерија
- Бланско ноћу
- Црква св. Мартина у Бланском
- Трг Републике
- Замак у Бланском